# Charles de Bosc de la Calmette
Charles Reinhold de Bosc de la Calmette (1781-1820) var en dansk godsejer og kammerherre.
Han var søn af Antoine de Bosc de la Calmette og blev i 1810 gift med Martha Sabine Adolphine Marie Mackeprang (1788-1877), datter af lægen Marcus Mackeprang. 
Han arvede i 1803 Liselund Slot og Marienborg, men disse blev solgt ved hans død i 1820. 
Kammerherreinde Martha Calmette blev imidlertid boende på Liselund Slot til sin død.